# Khrystyne Haje
Khrystyne Kamil Haje (Santa Clara, 21 dicembre 1968) è un'attrice statunitense.

## Filmografia parziale

### Cinema
- Cyborg 3: The Recycler, regia di Michael Schroeder (1994)
- Scanner Cop II (Scanners: The Showdown), regia di Steve Barnett (1995)
- Shriek - Hai impegni per venerdì 17? (Shriek If You Know What I Did Last Friday the 13th), regia di John Blanchard (2000)
- Man of the Year, regia di Straw Weisman (2002)
- 5 Card Stud, regia di Hank Saroyan (2002)

### Televisione
- CBS Schoolbreak Special - 2 episodi (1986-1987)
- Il motel della paura (Bates Motel) - film TV (1987)
- Segni particolari: genio (Head of the Class) - 114 episodi (1986-1991)
- Donne all'attacco! (Attack of the 5 Ft. 2 Women) - film TV (1994)
- Perry Mason: Il caso Jokester (A Perry Mason Mistery: The Case of the Jealous Jokester) - film TV (1995)
- Law & Order - I due volti della giustizia (Law & Order) - 2 episodi (2002-2003)